# 里茲德維揚卡 (洛佐瓦區)
49°4′13″N 36°31′2″E / 49.07028°N 36.51722°E
里茲德維揚卡（烏克蘭語：Різдвянка）是位於烏克蘭東部的村莊，由哈爾科夫州洛佐瓦區的洛佐瓦市鎮負責管轄。該村處於布里泰河畔，始建於1842年，面積0.27平方公里，海拔高度87米，2001年人口71。